# Анэсаки, Масахару
Масахару Анэсаки (яп. 姉崎 正治 Анэсаки Масахару); 25 июля 1873[…], Киото — 23 июля 1949[…], Токио) — японский учёный эпохи Мэйдзи.

## Биография
Анэсаки считается отцом религиоведения в Японии.  Помимо этого он оставил труды по культуре, литературе и политике.Он был также членом Международного комитета по интеллектуальному сотрудничеству Лиги Наций.
После учёбы на Философском факультете Токийского императорского университета он провёл три года в Европе (1900—1903). За это время он учился у Пауля Дойссена, Германа Ольденберга, и Альбрехта Вебера в Германии, а также у Томаса Рис-Дэвидса в Англии.
Он провёл два года (1913—1915) в качестве приглашённого учёного в Гарвардском университете с лекциями по японской литературе.
Анэсаки принадлежал к японской буддийской школе Нитирэн. Занимался исследованиями взаимопонимания между западной философией и буддизмом.

## Избранные работы
- Nichiren: The Buddhist Prophet, 1919
- Hanatsumi Nikki, 1909
- Quelques pages d'histoire religieuse du Japon, 1921
- A Concordance to the History of Kirishitan Missions, 1930
- History of Japanese Religion. With special Reference to the social and moral Life of the Nation, 1930
- Art, Life and Nature in Japan, 1933
- Religious Life of the Japanese People. Its present Status and historical Background, 1938